# Feax
|  | Per a altres significats, vegeu «Fèax». |

Feax (en llatí Phaeax, en grec antic Φαίαξ) fou un home d'estat i orador atenenc, de noble família, fill d'Erasístrat. Era contemporani de Nícies i Alcibíades i va viure per tant a la darreria del segle V aC i començament del segle iv aC. Plutarc diu que Feax i Nícies eren els dos únics rivals que atemorien Alcibíades quan aquest va entrar a la vida pública.
L'any 422 aC Feax i altres dues persones van ser enviats a Itàlia i Sicília per buscar aliances contra Siracusa i suport per la ciutat de Leontins. Va aconseguir l'adhesió d'Agrigent i de Camarina, però va fracassar a Gela.
Segons Teofrast, va ser amb Feax i no amb Nícies, amb qui es va unir Alcibíades per fer condemnar Hipèrbol a l'ostracisme, encara que la majoria d'autoritats diuen que es tractava de Nícies.
Es diu que era un orador de maneres atractives però sense gaires habilitats. Èupolis diu que parlava fluidament però sense mèrits retòrics; tot i així una vegada va ser acusat d'un delicte greu però en va sortir absolt. Feax va ser sotmès a judici quatre vegades més al llarg de la seva vida i totes les vegades en sortí absolt. És possible que fos l'autor d'algun dels discursos contra Alcibíades que han estat atribuïts a Andòcides.
Va ser ambaixador a Tessàlia, Macedònia, Molòssia i Tespròtia, a més de l'ambaixada ja mencionada a la Magna Grècia i Sicília.